# 普魯士的腓特烈·卡爾 (1828年—1885年)
普魯士的腓特烈·卡爾·尼古拉斯（德語：Friedrich Karl Nikolaus von Preußen，1828年3月20日—1885年6月15日），普魯士卡爾王子的獨子，德意志皇帝威廉一世的姪子。

## 生平

### 早年
腓特烈·卡尔是德皇威廉一世的弟弟普鲁士的卡尔王子和奥古斯塔皇后的姐姐萨克森-魏玛-艾森纳赫的玛丽公主的独子。从1842年到1846年，腓特烈·卡尔从当时的少校和后来的战争部长阿尔布雷希特·冯·羅恩那里接受了军事纪律方面的指导。当王子于1846年进入波恩大学时，他也是他的同伴。1847年，他在那里成为了普魯士波恩军团的成员。同年因从波恩附近的莱茵河救出一名儿童而获颁救生勋章。

### 征戰

#### 第一次石勒苏益格戰爭
完成学业后，卡爾于1848年作为腓特烈·格拉夫·冯·弗兰格尔将军随从的上尉参加了第一次石勒苏益格-荷尔斯泰因战争，并凭借个人勇气在石勒苏益格和迪博尔附近的战斗中立下了汗马功劳。1849年，他以总参谋部少校的身份参加了巴登战爭，并在维森塔尔附近的战斗中率领骠骑兵中队受了重伤。
在随后的和平时期，他于1852年成为上校，1854年成为少将，1856年成为中将，他热衷于研究军事科学。他通过讲座和石版印刷的论文将其结果传达给了更小范围的军官。后者于1860年在王子不知情的情况下公布了一份军事备忘录，其改革建议引起了轰动。作为第3軍團的指挥官，他实际上进行了这些改革。他將他的军事思想在此踐行，从而为普鲁士军队的发展做出了杰出贡献。

#### 普丹戰爭
1864年，已晋升为骑兵将军的卡爾受命指挥石勒苏益格-荷尔斯泰因的普鲁士军队。他在Arnis附近越过Schlei并迫使敌人放弃丹威克并撤退到迪博尔。4月18日，他率普軍攻占了迪博尔，从而在德丹战争中为普鲁士和奥地利赢得了决定性的胜利。弗兰格尔在5月辞去职务后，卡爾王子成为德意志盟军总司令征服了日德兰半岛，并于6月29日征服了阿尔森。为了感谢他的胜利，威廉一世授予王子一座莊園。

#### 普奧戰爭
1866年普奧戰爭爆發，腓特烈·卡尔被任命为第1集團軍（第2、第3和第4軍團）的总司令，从上卢萨蒂亚推进到波西米亚，于6月26日和27日袭击了利贝瑙和波多尔，6月28日袭击了慕痕格拉茨，7月29日，爱德华·克拉姆-加拉斯率领的奥地利-薩克森军队在吉钦（Gitschin）进攻了奥军在柯尼格雷茨的阵地，并于7月3日进攻了奥军阵地。在一场顽强的战斗中，他在前线控制了数量上占优势的敌人，直到王储腓特烈·威廉到达战场，同时右翼的埃伯哈德·赫尔瓦特·冯·比滕费尔德将军也介入敌人的左翼。普军由此取得了柯尼格雷茨戰役的大勝，卡爾从那里長驅直入直到维也纳城郊。在1867年组成的北德意志邦聯議會中，他成為議員，並代表东普鲁士的拉比奥-韦劳选区。

#### 普法戰爭

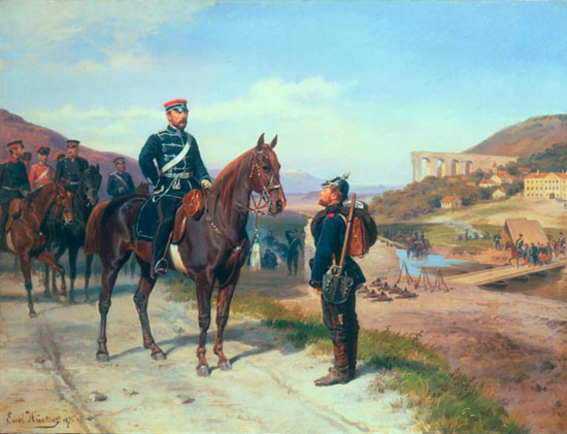
埃米尔·亨滕描繪腓特烈·卡爾的绘画作品

在普法战争中，他受命指挥德国第2集团军，于1870年8月16日在马斯拉图尔战役中击退了弗朗索瓦-阿希尔·巴赞元帅指挥的法国莱茵军团。8月18日，他在格拉夫洛特做出了在击败敌人右翼的行動。随即他被授予第1军团和第2军团的最高指挥权，负责包围梅斯。他击退了巴赞的所有反擊，并迫使他于10月27日投降。10月28日在被任命为陆军元帅的腓特烈·卡尔于11月2日率领三个军团向卢瓦尔河进发，以阻止法国卢瓦尔軍團向凡尔赛和巴黎推进。击退法军进攻后，于12月3日转为进攻，12月4日占领奥尔良，将敌军赶回布尔日和勒芒。
1871年1月，他在勒芒（1月6日至12日）的几场小规模战斗中击败了法軍將領安托万·尚齐，彻底打散了尚齐的军队，以致任何进一步从西部為巴黎解圍的尝试都变得不可能。

### 戰後

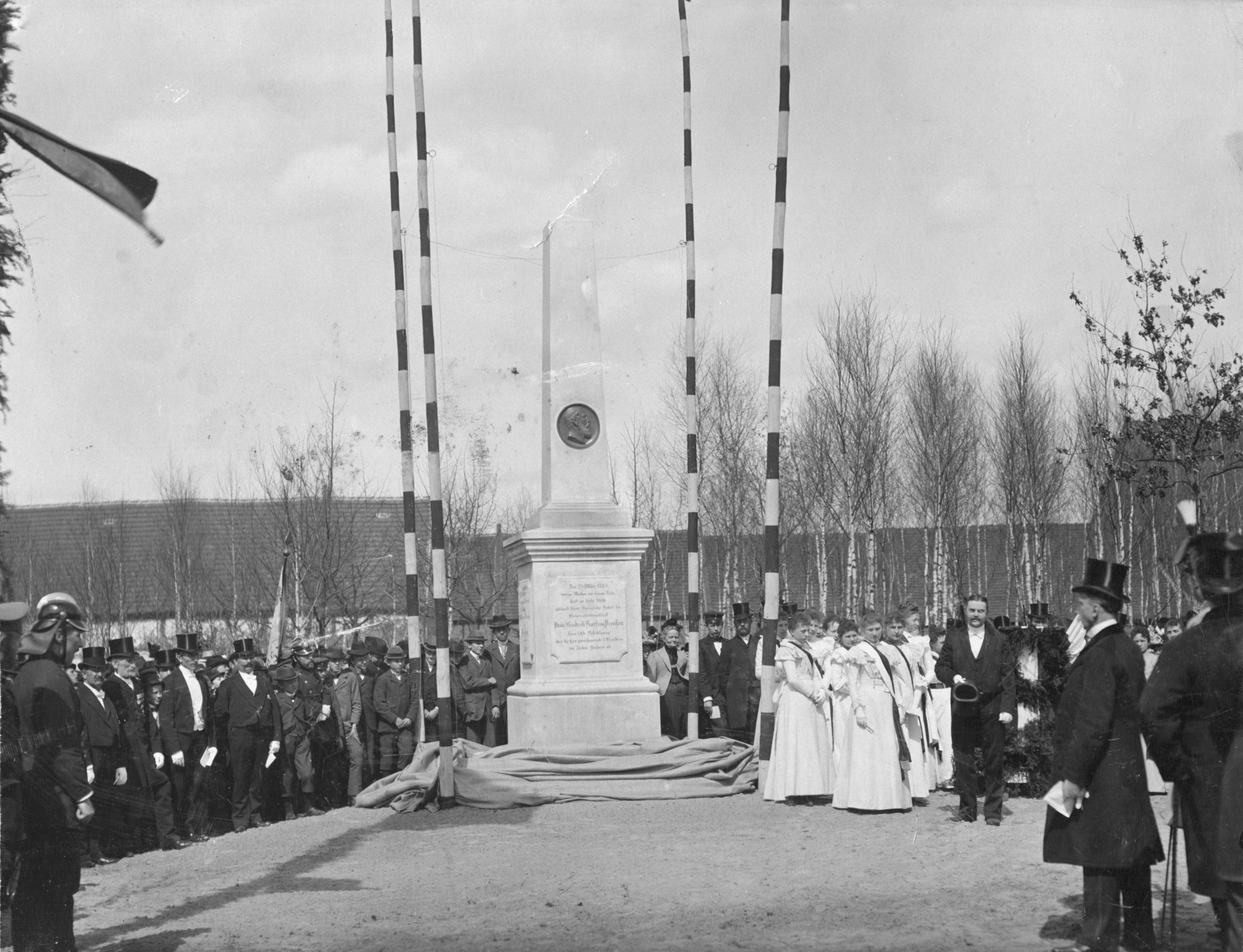
1899年，弗里萨克的腓特烈·卡尔亲王纪念碑揭幕

战后，由于在普法战争中的贡献，他获得了300,000塔勒的獎金。腓特烈·卡尔隨後被任命为普鲁士陆军步军和骑兵督察官。沙皇亚历山大二世也贈與他俄国陆军元帅之名。1885年他在家中病逝，死後埋葬於柏林万湖的圣彼得和保罗教堂，同他的妻子玛丽亚·安娜和他的父母埋葬在一起。

## 家庭
1854年，腓特烈·卡爾和安哈特-德紹的瑪麗亞·安娜結婚，兩人共有1子3女：
1. 瑪麗（1855年—1888年）
2. 伊麗莎白·安娜（1857年—1895年）
3. 路易絲·瑪格麗塔（1860年—1917年）
4. 腓特烈·利奧波德（1865年—1931年）